# لي مورين
لي مورين (بالإنجليزية: Le Mourin)‏ هو أحد جبال سلسلة جبال الألب بينيني وجزء من القمة الأم يقع في كانتون فاليز, سويسرا. يبلغ ارتفاع الجبل حوالي 2766 متر، بينما يبلغ ارتفاع نتوء الجبل 141 متر.